# Гун-Аажавын Аюрзана
Гун овогт Гун-Аа́жавын Аю́рзана (монг. Гун-Аажавын Аюурзана) — монгольский поэт и писатель. Один из наиболее известных представителей поколения молодых литераторов начала XXI века.

## Биография
Гун овогт Гун-Аажавын Аюурзана родился в 1970 году, в центре аймака Баянхонгор в МНР. В 1994 году окончил Литературный институт им. А. М. Горького в Москве. Знает несколько языков. В 2002 году в его переводе вышел философский трактат древнего Китая «Дао дэ цзин». 
Под его редакцией стала публиковаться «Библиотека нового времени», куда, по замыслу писателя, должны войти произведения классики XX века, в том числе, и модернистского направления. В 2003 году Г. Аюрзана был удостоен премии «Золотое перо» за роман «Мираж». Г. Аюрзана автор поэтических сборников «Передышка» (1997) и «Философские стихи» (2001).Среди его литературных пристрастий поэзия Серебряного века. Среди его литературных кумиров Георгий Иванов и Осип Мандельштам.

## Сочинения
- Блюз в мире без любви (2002)
- Мираж (2003)

## На русском языке
- Стихи. Вступление Л. Скородумовой. Перевод: Евгений Колесов //«Иностранная литература» 2004, № 12
- Долг в десять снов // «Байкал» 2010. № 3.